# Klas Elmgren
Klas Alfred Elmgren, född 24 januari 1866 i Tveta församling i Kalmar län, död 18 september 1938 i Jönköpings Sofia församling i Jönköpings län, var en svensk predikant och författare.
Klas Elmgren var från 1889 predikant inom Jönköpings Missionsförening (som senare gick upp i Svenska Alliansmissionen) och gav ut ett flertal böcker, bland annat om organisationens historia.
Han var från 1891 gift med Frida Johansson (1869–1946) och bland parets barn märks teologen Henrik Elmgren.